# Pierre-François Beauvallet
Pierre-François Beauvallet (ur. 13 października 1801 w Pithiviers, zm. 21 grudnia 1873 w Paryżu) – francuski malarz, aktor teatralny i dramaturg.

## Życiorys
Przed zostaniem aktorem był malarzem i uczniem Paula Delaroche. Wstąpiwszy do Konserwatorium Paryskiego zdobył drugą nagrodę. Słynął z „potężnego temperamentu, romantycznej wściekłości, gwałtowności gestu i głosu”.
W latach 1825–1828 występował w Théâtre de l’Odéon, po czym przeniósł się do Théâtre de l'Ambigu-Comique. Od 1830 grał w Comédie-Française, m.in. w sztukach Williama Shakespeare’a (Hamlet, Otello, Makbet). Rolami w Polieukucie Pierre’a Corneille’a, Atalii Jeana Baptiste’a Racine’a, Król się bawi i Hernanim Victora Hugo, ugruntował swoją pozycję zarówno w tragedii klasycznej, jak i dramacie romantycznym. Był stałym partnerem scenicznym Rachel Félix, mimo wzajemnej niechęci. W 1832 został członkiem Komedii Francuskiej (sociétaire). Na emeryturę przeszedł w 1861.
W latach 1839–1872 był profesorem Konserwatorium Paryskiego. Z mniejszym powodzeniem próbował swoich sił jako dramaturg, pisząc dramat Cain (1830) i dwie tragedie, Robert Bruce (1847) oraz Le Dernier des Abeucerages (1851).